# The Straight Story – Igaz történet
A The Straight Story – Igaz történet (eredeti címe: The Straight Story, stilizált alakja: the Straight story) 1999-es amerikai-brit-francia életrajzi filmdráma, amelyet David Lynch rendezett. Producere Mary Sweeney, aki a forgatókönyv írójaként is szolgált John E. Roach-csal együtt. A film Alvin Straight igaz történetén alapul, aki 1994-ben elutazott Iowából Wisconsinba egy fűnyíró segítségével.
A filmet a Walt Disney Pictures jelentette meg az Egyesült Államokban, kritikai szempontból pedig pozitívan teljesített. Roger Ebert kritikus Ernest Hemingway műveihez hasonlította a párbeszédet. A főszerepben Richard Farnsworth, Sissy Spacek és Harry Dean Stanton látható.

## Cselekmény
Alvin Straight, egy 73 éves férfi megtudja, hogy testvére, Lyle kritikus állapotban van. Mivel nem tud vezetni, fűnyíróval teszi meg az Iowa-Mt. Zion távolságot.

## Szereplők
- Richard Farnsworth: Alvin Straight
- Sissy Spacek: Rose Straight
- Harry Dean Stanton: Lyle Straight
- Jane Galloway Heitz: Dorothy
- Joseph Carpenter: Bud
- Donald Wiegert: Sig
- Ed Grennan: Pete
- Jack Walsh: Apple
- James Cada: Danny Riordan
- Wiley Harker: Verlyn Heller
- Kevin Farley: Harald Olsen
- John P. Farley: Thorvald Olsen
- Anastasia Webb: Crystal
- Barbara E. Robertson: nő
- John Lordan: pap
- Everett McGill: Tom
- Dan Flannery: Gibbons doktor
- Max the Wonder Dog ("Max, a csodakutya"): kutya a farmon[4]

## Háttér
A filmet azon az úton forgatták, amelyen Alvin Straight járt. Az összes jelenetet 1998 őszén vették fel. Lynch később a "legkísérletezősebb filmjének" nevezte.
A Walt Disney Pictures megvásárolta a film jogait, miután a mozgókép sikeresen debütált az 1999-es cannes-i filmfesztiválon. Ez az egyetlen Lynch-film, amelynek forgatókönyvénél Lynch nem működött közre.

## Filmzene
A filmzenét Angelo Badalamenti szerezte. A filmzenei album 1999. október 12.-én jelent meg a Windham Hill Records gondozásában.

## Fogadtatás
A film pozitív kritikákban részesült.
A Rotten Tomatoes honlapján 95%-ot ért el 103 kritika alapján, és 8.17 pontot szerzett a tízből. A Metacritic oldalán 86 pontot szerzett a százból, 32 kritika alapján. Az AllMovie Lynch legjobb filmjei közé sorolta.
Roger Ebert a maximális négy csillaggal értékelte.